# Glypta pulchripes
Glypta pulchripes är en stekelart som beskrevs av Cresson 1870. Glypta pulchripes ingår i släktet Glypta och familjen brokparasitsteklar. Inga underarter finns listade i Catalogue of Life.